# Ogilvy (reklambyrå)
Ogilvy var en kommunikationsbyrå i Stockholm som ingick i Ogilvy & Mather, grundat 1948 av David Ogilvy. Den uppgick 2011 i Ingo Stockholm.
Dessa svenska del är en av Sveriges största nätverksbyråer och har gjort reklam- och kommunikationskampanjer för varumärken som DHL, Östermalmshallen, Kraft Foods (Marabou, Gevalia), Ford, Delicato, IBM, Nordea och Eniro. 
2007 vann byrån Guldägg med sin kampanj för Delicato i kategorin tidningsannonsering.
1 februari 2011 gick Ogilvy i Sverige samman med Grey, som ingick i samma internationella koncern, WPP Group.